# Pickeringia montana
Pickeringia montana – gatunek roślin z monotypowego rodzaju Pickeringia z rodziny bobowatych. Występuje w Kalifornii i północno-zachodnim Meksyku. Rośnie w zaroślach chaparralu, w widnych lasach i na suchych zboczach. Jest istotną rośliną pokarmową dla jelenia czarnoogoniastego.
Nazwa rodzajowa upamiętnia amerykańskiego przyrodnika Charlesa Pickeringa.

## Morfologia
PokrójKrzew ciernisty, kłączowy, osiągający od 1 do 3 m wysokości.
LiścieZimozielone, bez przylistków, pozornie pojedyncze (bez listków) i dłoniasto złożone (z 2–3 jajowatymi listkami, osiągającymi 1–2 cm długości).
KwiatyMotylkowe, rozwijają się przed liśćmi na młodych przyrostach. Zebrane są w grona wyrastające szczytowo i w kątach liści. Kielich osiąga 5–7 mm długości i zakończony jest bardzo drobnymi ząbkami. Korona purpurowa, długości 1,5–1,8 cm. Pręcików 10, o wolnych nitkach.
OwoceStrąki o długości 3–6 cm i 0,5 cm szerokości, przewężone między nasionami i często faliste przy brzegu. Zawierają od 1 do 8 nasion.

## Systematyka
Pozycja systematyczna
Jeden z rodzajów plemienia Thermopsideae z podrodziny bobowatych właściwych (Faboideae) z rodziny bobowatych (Fabaceae).
Wyróżniane są dwa podgatunki:
- ssp. montana – podgatunek nominatywny
- ssp. tomentosa (Abrams) Abrams. – wyróżnia się szarym owłosieniem młodych liści i pędów